# Primavera (Pernambuco)
Primavera é um município brasileiro do estado de Pernambuco. Dista 81 km da capital pernambucana, Recife. Administrativamente, o município é formado apenas pelo distrito sede e pelo povoado de Pedra Branca. O padroeiro da cidade é Santo Antônio.

## História
O povoamento local deu-se em torno do engenho Primavera, pertencente ao capitão Lima Ribeiro.  O distrito de Primavera foi criado pela Lei Municipal nº 19, de 27 de novembro de 1913., subordinado ao município de Amaraji. Pelo Decreto-Lei Estadual nº 952, de 31 de dezembro de 1943, passou a denominar-se Caracituba. Tornou-se município autônomo, com a denominação de Primavera, pela Lei Estadual nº 4.984, de 20 de dezembro de 1963. O município foi instalado em 2 de março de 1964.

## Geografia
Com altitude de 129 metros, o município se localiza à latitude 08°19'53" sul e à longitude 35°21'15" oeste. Sua população estimada em 2010 era de 13.797 habitantes, distribuídos em 110 km² de área.